# Forza Motorsport 2
Forza Motorsport 2 — відеогра у жанрі автосимулятор, розроблена Turn 10 Studios та видана Microsoft Game Studios лише для консолі Xbox 360 у 2007 році. Гра є продовженням оригінальної Forza Motorsport та друга гра в серії Forza. Через 2 роки, у 2009 році, виходить продовження Forza Motorsport 3.

## Ігровий процес

У Forza Motorsport 2 представлені справжні автомобілі та реальні траси, як-от ця гонка на Ford GT у Лагуна-Сека.

Forza Motorsport 2 — це перегонова відеогра, з нахилом на симуляцію. Гравці змагаються в подіях по всьому світу, з використанням справжніх ліцензованих автомобілів на різноманітних вигаданих та реальних трасах. Forza Motorsport 2 має аркадний режим, призначений більше для швидких перегонів, і режим кар'єри, який орієнтований на довгу гру. Кар'єра охоплює кілька перегонових дисциплін. Гравці можуть керувати чим завгодно: від звичайних приміських автомобілів до рідкісних, дорогих автомобілів, таких як Super GT і Deutsche Tourenwagen Masters. Гра підтримує багатокористувацьку гру через технологію розділеного екрана, System Link і через систему Xbox Live. За допомогою розділеного екрану, двоє гравців можуть змагатися один проти одного, тоді як через System Link і Xbox Live можна брати участь в одній гонці до восьми гравців. Також через Xbox Live, гравці можуть купувати, продавати та «дарувати» в грі автомобілі через аукціон.
Більшість автомобілів у Forza 2 можна візуально змінити, як за допомогою аеродинамічних деталей, так і за допомогою графіки. У Forza можна використовувати до 600 шарів графіки, щоб налаштувати зовнішній вигляд автомобіля; однак за допомогою редактора лівреї можна створити 4000 шарів графіки, для нанесення фігури, букви та малюнки на автомобілі. Схеми фарбування можна продавати на онлайн-аукціоні іншим гравцям за внутрішньоігрові кредити. Багато гравців відтворювали реальні схеми фарбування у грі, або створювали Іташи через систему. У Forza Motorsport 2 доступно 349 автомобілів (включно з вмістом для завантаження). Машини поділяються на шість серійних класів і чотири перегонових класи. Клас автомобіля може бути причиною для обмеження в участі до деяких перегонів. 20 квітня 2007 року було оприлюднено остаточний список автомобілів, які у грі. Відомі перегонники з серій, таких як Deutsche Tourenwagen Masters, Formula One і Ле-Ман, братимуть участь у показових перегонах, якщо гравець вибере гоночні автомобілі для перегонів. Серед деяких гонщиків Алан Макніш, Педро Ламі, Джонні Герберт, Макс Папіс, Камуї Кобаясі, Сатосі Мотояма, Юдзі Іде, Теппеі Наторі, Томмі Арчер, Сейдзі Ара, Масахіко Кагеяма, Ален Меню, Люк Альфан і Крістоф Бушу. Розробники серії Forza також фігурують у певних перегонах, такі як Ден Грінаволт і Майкл Кевізел.
Forza Motorsport 2 орієнтована на кільцеві перегони; точкові перегони, які були представлені в оригінальній Forza Motorsport, вже не було у сиквелі. Справжні траси Road Atlanta, Silverstone, Laguna Seca, Tsukuba, Mugello Circuit, Sebring, Suzuka Circuit і Nürburgring були ліцензовані та включені у гру. Forza 2 також є однією з перших перегонових ігор, де автомобілі з американської серії Ле-Ман представлені як у грі, так і в завантажуваному вмісті.
Фізику автомобілів та пошкодження в грі було оновлено, у порівняні з попередньою грою, у сиквелі є кілька налаштувань: «симуляція», де враховується пошкодження, які можуть вивести автомобіль з ладу; «обмежений», який зменшує тяжкість наслідків аварій; і «косметичний», де пошкодження лише візуальне. Рівень шкоди, для кожної частини транспортного засобу, можна побачити на HUD, до якого можна отримати доступ із меню гри. Нове для Forza 2 — табло, подібне до тих, що є в Halo 2. Кожен користувач міг увійти на офіційний вебсайт Forza 2 через обліковий запис Xbox Live. Крім таблиці лідерів, включені функції онлайн-аукціонів для внутрішньоігрових автомобілів. Автомобілі, придбані на аукціонах, мали би усі статистичні дані, пов'язані з цим автомобілем, як-от пробіг, загальна вартість понесеного ремонту, кількість попередніх власників тощо. Інші функції включають розклад турнірів і можливість робити фотографії в грі, завантажувати і переглядати по п'ять знімків одночасно на вебсайті Forza 2.

## Розробка та маркетинг

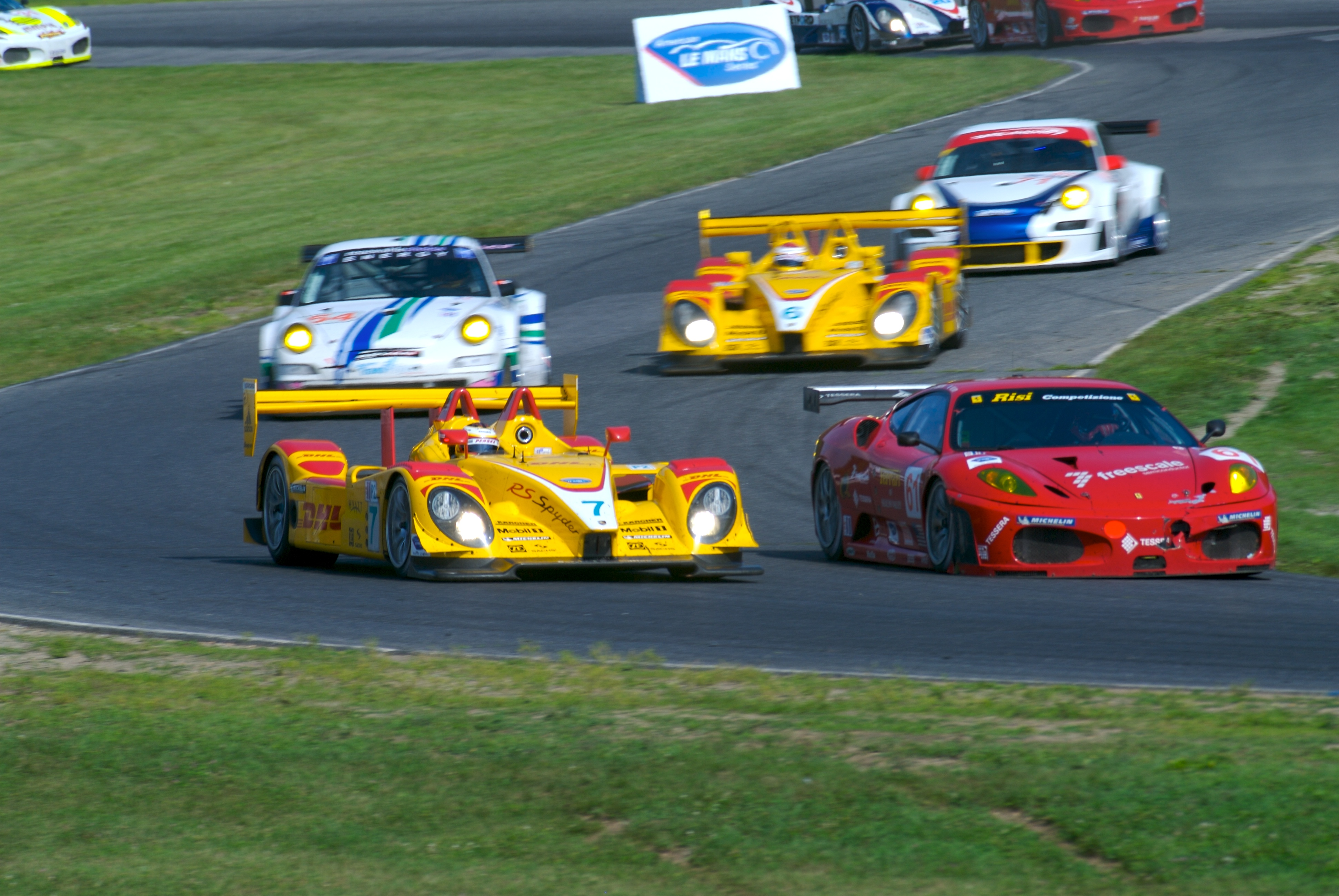
Американська серія Ле-Ман, яку можна побачити під час Північно-східного Гран-прі 2007 року, була додана для Forza Motorsport 2.

Разом із Forza Motorsport 2 було розроблено і кермо Xbox 360 Wireless Racing Wheel, яке можна було використовувати у грі. Професійні перегонники тестували кермо, щоб допомогти розробникам досягти реалістичних налаштувань. У Forza Motorsport 2 реалізовано зворотний зв'язок за допомогою Xbox 360 Wireless Racing Wheel. Forza 2 працює зі швидкістю 60 кадрів на секунду з роздільною здатністю 720p (HD), але при повторному відтворенні, гра працює зі швидкістю 30 кадрів на секунду, для відтворення додаткових ефектів.
Аудіокоманда Forza Motorsport 2 вирішила створити саундтрек, який більше занурить гравця в ігровий процес та змінюється разом із налаштуванням автомобіля. Для цього, вони записали на мікрофони автомобілі на стенді. Щоби покращити аудіо, вони зіставили семпли із частотою обертання двигуна та використали методи DSP. Додатковий запис було зроблено для турбокомпресорів, нагнітачів, прямих передач, шин і зіткнень.

### Додатковий контент та видання
1 серпня 2007 року було випущено перший додатковий контент для гри, «Nissan Tournament Pack». На ньому були представлені три автомобілі Nissan. Також був доступний другий вміст для завантаження, який містить перегоновий автомобіль Peugeot 908, який можна лише пофарбувати. 21 вересня 2007 року було випущений «September Car Pack», який містив 11 додаткових автомобілів. 26 жовтня 2007 року був випущений «Motegi Track Pack», який містить нову, завантажувальну трасу Twin Ring Motegi. Для гри на цій трасі, було зроблено чотири варіації, включно із трьома дорогами та овалом. 7 грудня 2007 року було випущено ще два пакети завантажуваного вмісту, перший — траса Road America, а другий — «December Car Pack» із 11 автомобілями. 19 березня 2008 року був випущений «March Car Pack», з 13 новими автомобілями. На момент 2025 року, усі випущені додаткові завантаження вмісту для Forza Motorsport 2 більше не доступні.
Forza Motorsport 2 була випущена в трьох виданнях: Regular, Limited Collector's Edition і Platinum Hits edition. Limited Collector's Edition містить 157-сторінковий буклет, де є інсайдерська інформація про гру, а також поради щодо того, як отримати досягнення гри. Також надається інформація про виробника автомобіля разом із трьома ексклюзивними автомобілями: Subaru Impreza S204, Saleen S281E і Challenge Stradale. Різні онлайн-магазини ігор також пропонували бонусний код, для розблокування Nissan 350Z, зображеного на рекламних зображеннях, за умови попереднього замовлення. Limited Collector's Edition було доступне в Австралії, Азії, Канаді та у Європі, але не в США. Спеціальне видання під назвою Forza Motorsport 2 Platinum Hits було випущено для ринку Північної Америки 19 серпня 2008 року. Це видання містить бонусний диск із автомобілями та трасами, доступними для завантаження на момент випуску, автомобілями з Limited Collector's Edition та Nissan 350Z, який спочатку пропонувався як бонус перед замовленням.

## Відгуки та оцінки
| Агрегатор  | Оцінка |
| ---------- | ------ |
| Metacritic | 90/100 |

| Видання                      | Оцінка                  |
| ---------------------------- | ----------------------- |
| Edge                         | 9/10                    |
| Electronic Gaming Monthly    | 8.67/10                 |
| Eurogamer                    | 9/10                    |
| Famitsu                      | 36/40                   |
| Game Informer                | 8.25/10                 |
| GamePro                      | [ 22 ]                  |
| GameSpot                     | 9.2/10                  |
| GameSpy                      | [ 24 ]                  |
| GameTrailers                 | 9.1/10                  |
| GameZone                     | 9/10                    |
| IGN                          | (AU) 9.2/10 (US) 8.9/10 |
| Official Xbox Magazine (США) | 8.5/10                  |

Гра отримала «загальне визнання» від критиків, згідно з вебсайтом агрегатором Metacritic. У Японії Famitsu оцінив на усі чотири дев'ятки, що склало в сумі 36 із 40. В Австралії Hyper Dirk Watch високо оцінила гру за її «чудове керування та фантастичне налаштування». Однак він зазначив, що гра була «не особливо зручною для користувачів і виглядає майже ідентичною до Forza».
Під час 11-ї щорічної церемонії Interactive Achievement Awards, Forza Motorsport 2 отримала номінації на «Перегонову гру року» та «Видатні досягнення в онлайн-ігровому процесі» від Академії інтерактивних мистецтв і наук.
Forza Motorsport 2 отримала платинову нагороду за продажі від Асоціації видавців програмного забезпечення для розваг і відпочинку (ELSPA), що свідчить про продажі щонайменше 300 000 копій у Великій Британії.